# Кенђежин Козле
Кенђежин Козле (пољ. Kędzierzyn-Koźle) град је у Пољској у Војводству опољском. По подацима из 2012. године број становника у месту је био 63 635.

## Становништво
| 2012.  |
| ------ |
| 63 635 |

## Партнерски градови
- Раћибож
- Јонава